# 1180 w polityce

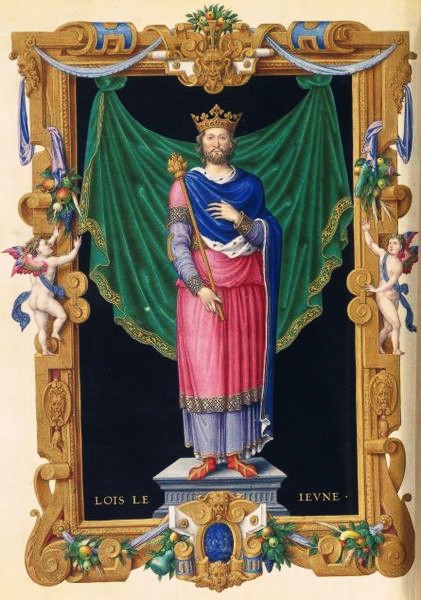
Ludwik VII Młody

Wydarzenia polityczne w 1180 roku.

## Wydarzenia
- Fryderyk I Barbarossa doprowadził do wygnania swego wasala Henryka Lwa[1].
- Odbył się synod w Łęczycy[2].
- Początek panowania Filipa Augusta we Francji (do 1223)[3][2].

## Zmarli
- 18 września Ludwik VII Młody, król Francji[4].
- Manuel I Komnen, cesarz Bizancjum[1].